# 464743 Stanislavkomárek
464743 Stanislavkomárek è un asteroide della fascia principale. Scoperto nel 2003, presenta un'orbita caratterizzata da un semiasse maggiore pari a 2,2233103 au e da un'eccentricità di 0,2678031, inclinata di 7,60549° rispetto all'eclittica.